# Outlaw King : Le Roi hors-la-loi
Pour plus de détails, voir Fiche technique et Distribution.
Outlaw King : Le Roi hors-la-loi (Outlaw King) est un film d'aventure historique britannico-américain coécrit et réalisé par David Mackenzie, sorti en 2018.

## Synopsis
En 1304, à l’extérieur du château assiégé de Stirling, John Comyn, Robert Bruce et d’autres nobles écossais se rendent à Édouard Ier d’Angleterre. Il exige leur hommage pour récupérer leurs terres.
Par la suite, Bruce s’entretient avec l’héritier d’Édouard, Edward, prince de Galles, et se marie avec sa filleule, Élisabeth de Bourg. Lord James Douglas arrive, demandant la restauration de ses terres ancestrales, mais est refusé, en raison de la soi-disant trahison du précédent Lord Douglas. Le roi et le prince quittent l’Écosse, laissant Comyn et Bruce aux commandes, sous la surveillance du comte de Pembroke Aymer de Valence.
Elizabeth épouse Bruce, mais il retarde respectueusement la consommation. Peu de temps après, son père, le seigneur d’Annandale, meurt, craignant que son amitié avec le roi d’Angleterre n’ait été une erreur.
Peu de temps après, alors qu’il livre des taxes aux Anglais, Bruce remarque leur impopularité. Des émeutes s’ensuivent lorsque le rebelle William Wallace est cantonné. Il planifie une autre révolte et sa famille accepte, y compris Elizabeth. Essayant de persuader John Comyn de se joindre à eux, il menace d’informer Edward. Paniqué, Bruce le tue dans une église. Le clergé écossais lui offre un pardon s’il soutient l’Église catholique en Écosse et qu’il accepte l’accord de la Couronne d’Écosse. Le roi Édouard en entend parler, déclarant Bruce hors-la-loi. Le prince de Galles est envoyé pour écraser le soulèvement, avec l’ordre du roi qu’aucun quartier ne soit montré à aucun partisan de Bruce.
Convoquant un conseil de nobles, la plupart refusent de rompre leurs serments envers Édouard. Malgré le manque de soutien, Bruce se rend à Scone pour être couronné roi d’Écosse. En chemin, Douglas promet allégeance. L’ambitieux de Valence, beau-frère de Comyn, tente d’agir contre Bruce avant l’arrivée du prince. Pour éviter l’effusion de sang, il défie de Valence au combat singulier, qui accepte mais retarde le duel d’une journée, car c’est dimanche. Cette nuit-là, Bruce et Elizabeth finissent par consommer leur mariage, mais les Anglais lancent une attaque surprise. Elizabeth et Marjorie Bruce sont envoyés en sécurité avec son frère Nigel, et il mène une bataille perdue d’avance, au cours de laquelle la plupart de l’armée écossaise est tuée. S’échappant avec cinquante hommes, ils s’enfuient à Islay. En chemin, John MacDougall discute avec eux, amer du meurtre de son cousin Comyn mais les laisse passer. Plus tard, cependant, il attaque l’entourage de Bruce alors qu’ils tentent de traverser le Loch Ryan. Certains s’enfuient en bateau, mais le frère de Bruce, Alexander, meurt.
Le prince Edward arrive en Écosse, à la recherche de Bruce au château de Kildrummy, seulement pour trouver la femme, la fille et le frère de Bruce. Le prince fait pendre Nigel, dessiner et écarteler, et envoie Marjorie et Elizabeth en Angleterre. Le groupe de Bruce se presse quand même sur Islay; là, ils apprennent la chute du château de Kildrummy. Bruce décide de reprendre le château furtivement. L’opération réussie l’inspire à commencer la guérilla. Peu de temps après, Bruce retrouve son autre frère, Edward. En Angleterre, Marjorie est séparée d’Elizabeth, qui doit aller dans un couvent. Après qu’Edward apprenne que Douglas Castle a été repris, il s’en prend à Bruce lui-même. Edward offre à Elizabeth un pardon si elle annule son mariage avec Robert, mais elle refuse et est placée dans une cage suspendue.
Le roi Édouard meurt peu après son arrivée en Écosse et le prince prend ses forces. Bruce combat le nouveau roi dans une bataille rangée à Loudoun Hill, bien qu’il soit en infériorité numérique de six contre un. Comme l’armée d’Edward est presque entièrement composée de cavalerie, Robert surmonte le désavantage de taille de son armée dans la bataille avec un mur de lance caché par un fossé. Tentant d’attaquer les flancs, les cavaliers s’enlisent dans la boue, comme prévu. Les chevaliers anglais tombent de leurs chevaux, beaucoup sont tués, et la bataille devient une bagarre ouverte, où les Écossais l’emportent sur les soldats anglais désorientés, James Douglas tuant le noble à qui le roi Édouard avait accordé les terres de sa famille. Réalisant que la bataille est sans espoir, de Valence ordonne une retraite. Cependant, déterminé à tuer son ennemi juré, Edward ne les rejoint pas. Au lieu de cela, il affronte Bruce en duel sous le regard des Écossais. Edward est dépassé, et réalisant qu’il est sur le point d’être tué, il vomit de peur et appelle à l’aide. Bruce l’emporte, permettant à Edward de sortir indemne.
Dans l’épilogue: Elizabeth a été libérée, le prince de Galles a été couronné roi Édouard II, puis tué par ses propres seigneurs dans une rébellion quelques années plus tard. Trois cents ans plus tard, le descendant de Robert par sa fille unifia les couronnes d’Angleterre et d’Écosse, et la descendante de Sir James Douglas, Marion Hamilton, épousa Kentigern Hunter, qui mourut à la bataille de Pinkie Cleugh, la dernière bataille entre l’Angleterre et l’Écosse avant l’union des couronnes, en 1547.

## Fiche technique
Sauf indication contraire, les informations mentionnées dans cette section peuvent être confirmées par la base de données cinématographiques IMDb,  présente dans la section « Liens externes ».
- Titre original : Outlaw King
- Titre français : Outlaw King : Le Roi hors-la-loi
- Réalisation : David Mackenzie
- Scénario : Bathsheba Doran, David Mackenzie et James MacInnes
- Musique : Jim Sutherland
- Direction artistique : Donald Graham Burt
- Décors : Laura Donnelly, Martin Kelly, Jason Knox-Johnston, Paul Laugier, Marco Anton Restivo et Adam Squires
- Costumes : Jane Petrie
- Photographie : Barry Ackroyd
- Montage : Jake Roberts
- Production : David Mackenzie, Gillian Berrie, Richard Brown et Steve Golin
- Sociétés de production : Sigma Films et Anonymous Content
- Société de distribution : Netflix
- Budget : 120 millions de dollars[1]
- Pays de production :  Royaume-Uni /  États-Unis
- Langue originale : anglais
- Format : couleur
- Genre : Action, biographique, drame, historique et guerre
- Durée : 121 minutes
- Dates de sortie :
  - Canada : 6 septembre 2018 (Festival international du film de Toronto)
  - Mondial : 9 novembre 2018 (Netflix)

## Distribution
- Chris Pine (VF : Emmanuel Garijo) : Robert de Brus, premier roi des Écossais de la dynastie des Bruce.
- Aaron Taylor-Johnson (VF : Adrien Larmande) : James Douglas
- Florence Pugh (VF : Elisabeth Ventura) : la reine d’Écosse Élisabeth de Bourg
- Stephen Dillane (VF : Gabriel Le Doze) : le roi d'Angleterre Édouard Ier
- Billy Howle (VF : Alexandre Nguyen) : le roi d'Angleterre Édouard II
- Tony Curran (VF : Jérôme Rebbot) : Angus Og MacDonald, seigneur d'Islay
- Alastair Mackenzie : John Strathbogie, comte d'Atholl
- James Cosmo (VF : Philippe Catoire) : Robert de Bruce, seigneur d'Annandale
- Callan Mulvey (VF : Serge Faliu) : John III Comyn, seigneur de Badenoch
- Steven Cree : Christopher Seton
- Sam Spruell (VF : Emmanuel Gradi) : Aymar de Valence, comte de Pembroke
- Chris Fulton : Euan Bruce
- Lorne MacFadyen : Neil Bruce
- Jack Greenlees : Alexander Bruce
- Josie O'Brien : Marjorie Bruce
- Jonny Phillips : Richard de Bourg, comte d'Ulster
- Ron Donachie : Robert Wishart, l'évêque de Glasgow
- Tam Dean Burn : John Macdougall d'Argyll
- Clive Russell : Lord Mackinnon de Skye

## Production
Le tournage commence le 28 août 2017, en Écosse et en Angleterre. Il a lien dans de différents endroits tels que palais de Linlithgow, et à l'église paroissiale de Saint Michael (en), au château de Borthwick, au château de Doune, au château de Craigmillar, dans l'abbaye de Dunfermline, à la cathédrale Saint-Mungo de Glasgow, le Muiravonside Country Park (en), le Mugdock Country Park (en),, à Aviemore, sur l'île de Skye (la baie de Talisker, les plages de Coral et le Loch Dunvegan), au Glen Coe, au Loch Lomond, à Gargunnock, à l'université de Glasgow, au château de Blackness, à la plage de Seacliff (en) et à Berwick-upon-Tweed, et Tweedmouth (les deux derniers dans le comté de Northumberland - le pont de Berwick-upon-Tweed servant de décors pour le pont d'Angleterre). Le tournage s'achève en novembre 2017.

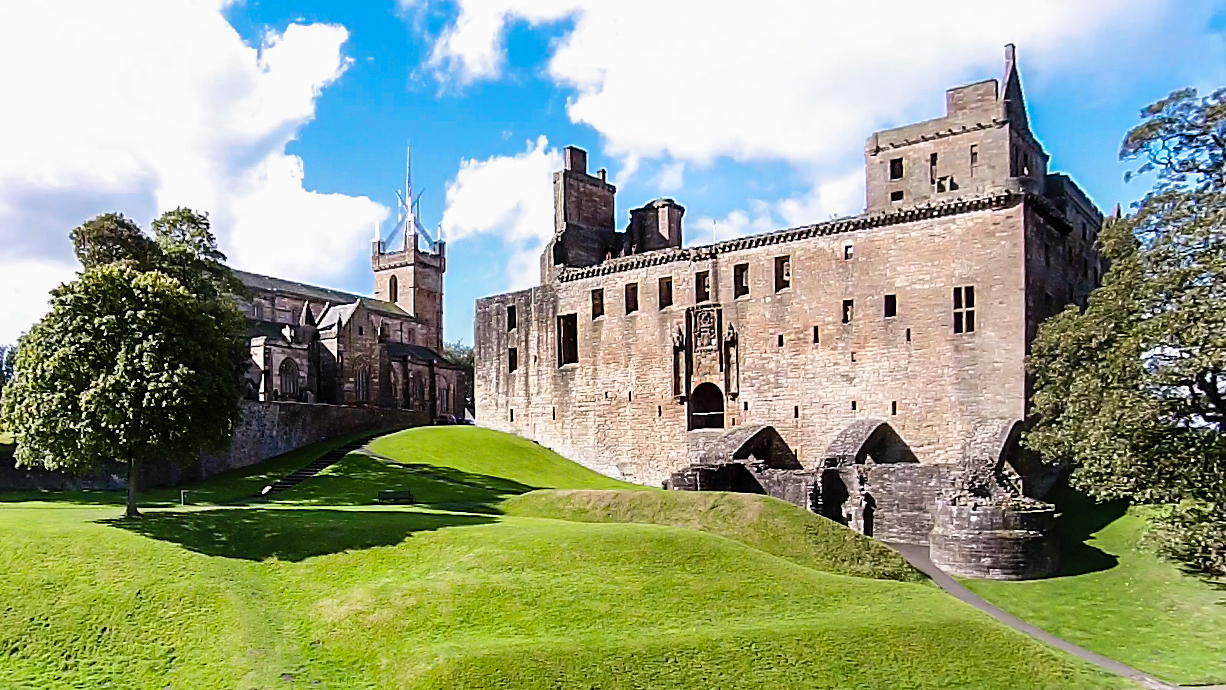
L'église paroissiale de Saint Michael
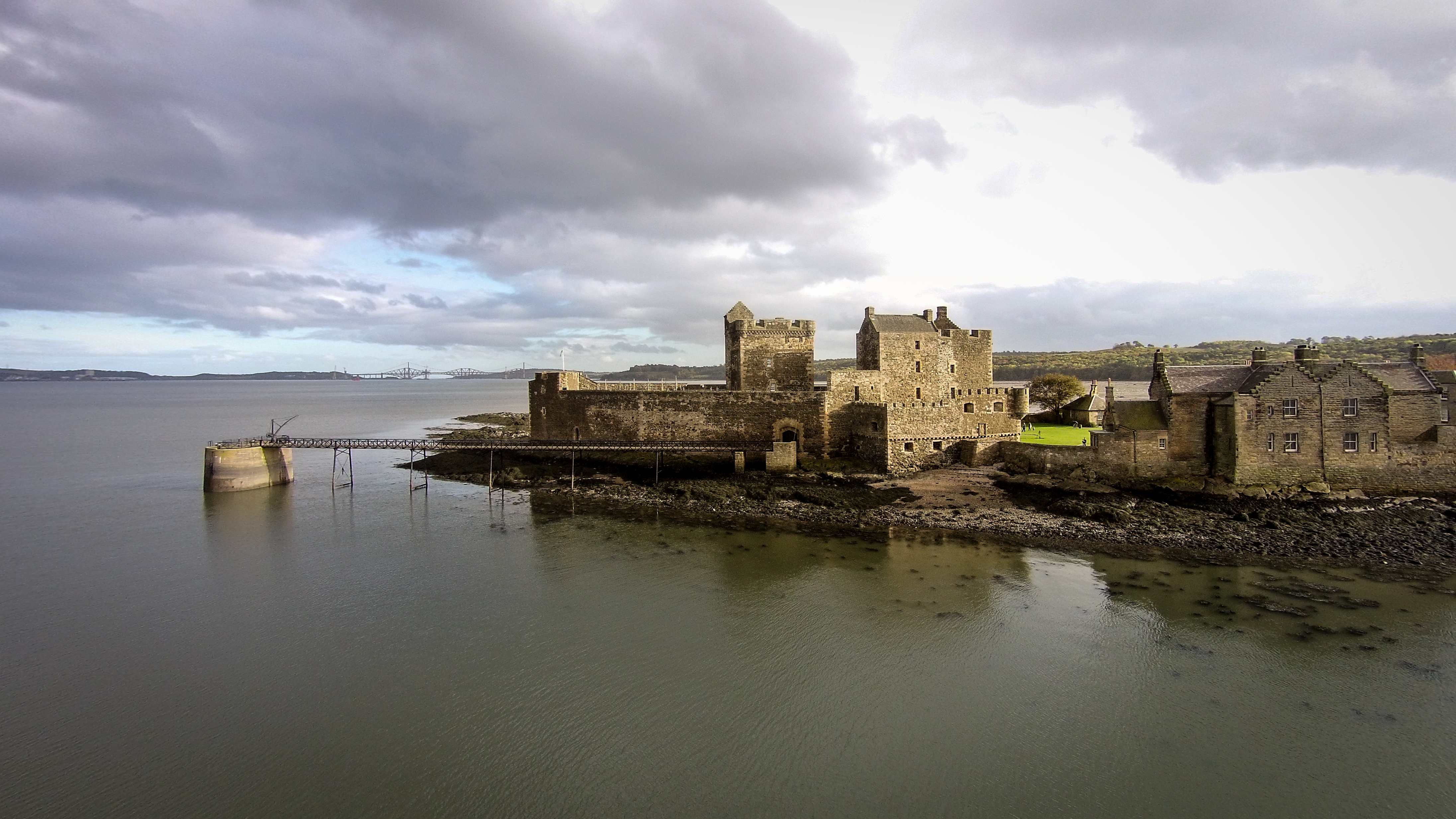
Le château de Blackness
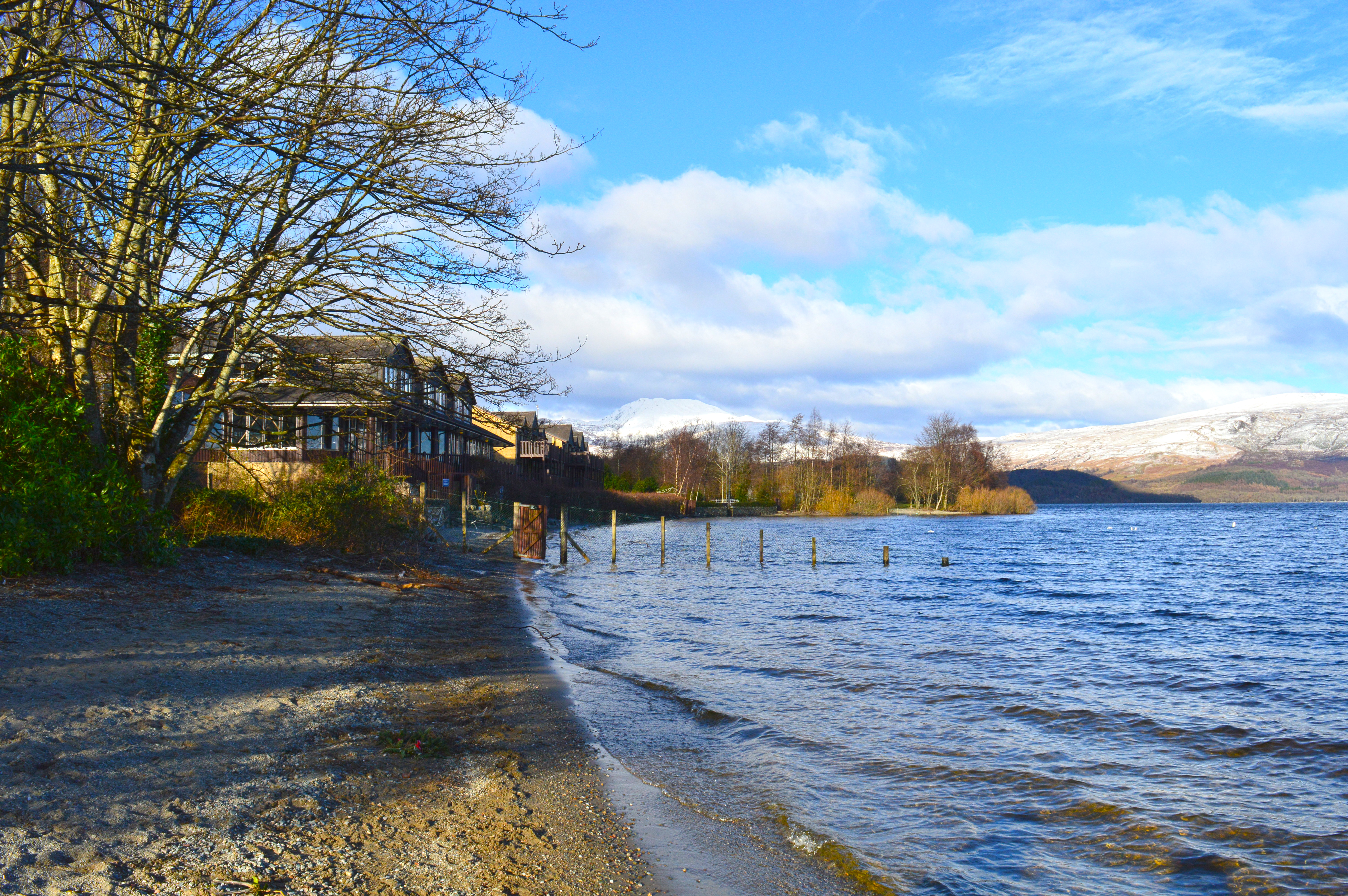
Le Loch Lomond
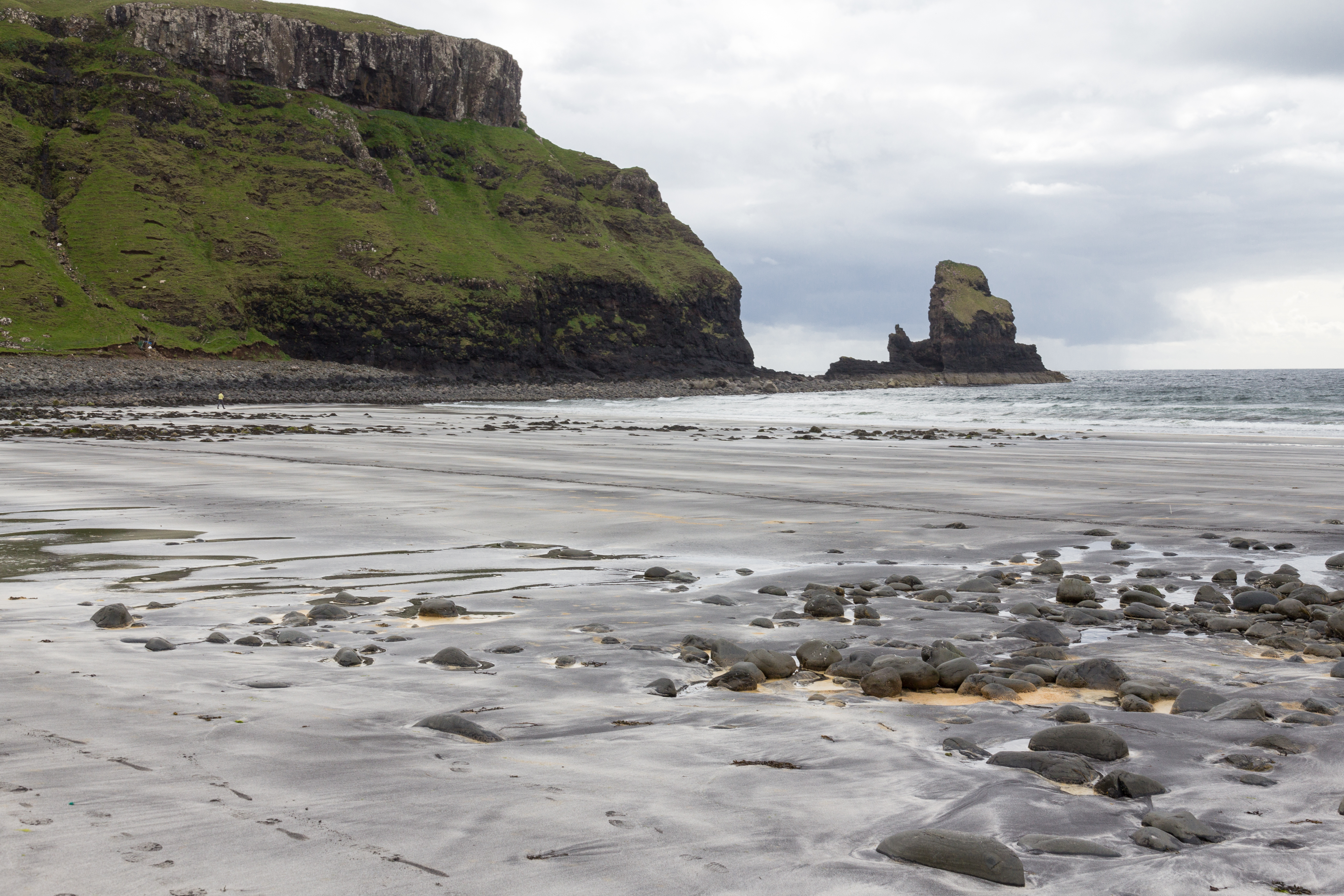
La baie de Talisker